# Río Katherine
El río Katherine es un curso de agua ubicado en el Territorio del Norte, en Australia. Su nacimiento se encuentra en el parque nacional Nitmiluk, fluye a través de la ciudad de Katherine y es un importante afluente del río Daly. El río Katherine cae alrededor de 384 m a lo largo de sus 328 kilómetros de longitud.

## Historia

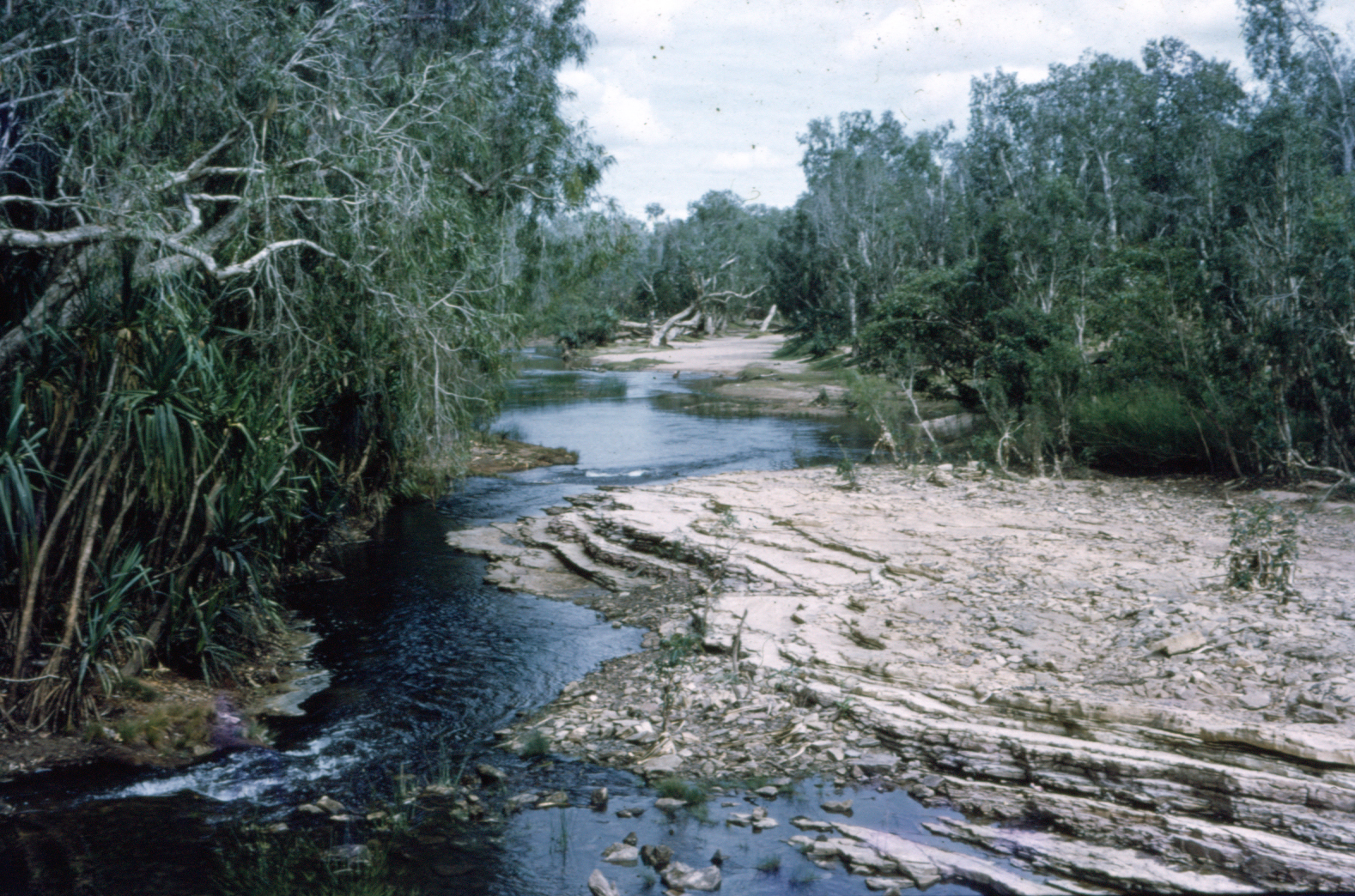
Vista del nivel bajo del río Katherine en junio de 1962

El primer europeo en ver y nombrar el río fue el explorador escocés John McDouall Stuart el 4 de julio de 1862, quien lo llamó Katherine en honor a Catherine Chambers, la segunda hija del patrocinador de la expedición, el pastor James Chambers. A su vez, la ciudad de Katherine recibió su nombre del río.

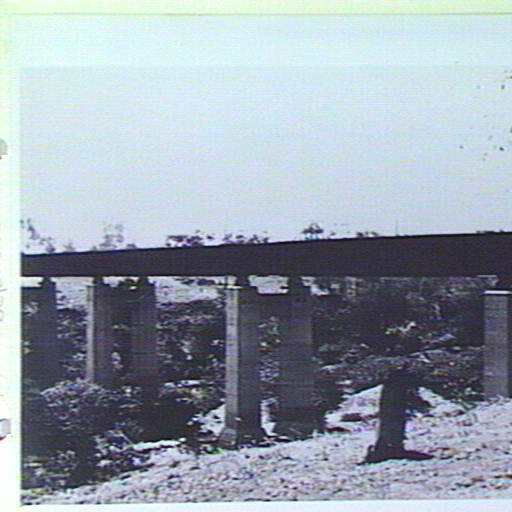
Puente del río Katherine (inaugurado en 1929) en 1933

A fines de enero de 1998, fuertes lluvias asociadas con el ciclón Les elevaron el nivel del río en más de 20 metros e inundaron gran parte de la ciudad de Katherine. Años después, otra inundación del 6 de abril de 2006 provocó la declaración del estado de emergencia. Durante este evento, el río alcanzó su punto máximo a una altura de poco menos de 19 metros en el puente Katherine en la carretera Stuart.

## Fauna
Los cocodrilos de agua dulce habitan en todo el río, pero aunque los cocodrilos de agua salada son capaces de viajar río arriba, no se han registrado ataques.